# Башкирська Вікіпедія
Башкирська Вікіпедія (башк. Башҡорт Википедияһы) — розділ Вікіпедії башкирською мовою.
Створена 2 червня 2002. Перша стаття (версія статті) Башҡортостан з'явилася 16 квітня 2005. Саме цю дату вважають днем народження башкирської Вікіпедії. Через рік, 26 квітня 2006, була зареєстрована 100-та стаття (хімія). Відтоді розділ перебуває у стадії розвитку. Найбільш динамічно він зростає з 2011 року.

## Історія
Вперше розділ здолав 1000-й рубіж 3 грудня 2010 року шляхом створення порожніх статей про дні грудня, які згодом були видалені. Повторно розділ досягнув цієї відмітки 7 грудня 2010. Тисячною стала стаття про село Биҡҡол (Әбйәлил районы). В рамках прес-релізу, присвяченого створенню тисячної статті, в журналі Шоңҡар вийшла стаття про Вікіпедію.
На 1 січня 2012 року башкирська Вікіпедія містила 6102 статей, з 19 по 21 січня відбулись ботозаливки (більш ніж 9300 статей). 20 січня башкирська Вікіпедія подолала позначку в 10 000 і 15 000 статей.
11 липня 2012 башкирська Вікіпедія підтримала протест російської Вікіпедії проти законопроєкту № 89417-6, який передбачав уведення цензури в Рунеті, розмістивши банер на головній сторінці.
31 жовтня 2012 башкирська Вікіпедія перетнула бар'єр у 20 000 статей.
20 грудня 2012 кількість статей перевищила 25 000. Ювілейною стала стаття про башкирського коня.
Поточні події в башкирській Вікіпедії.

## Статистика

### Поточна статистика
Станом на 24 березня 2025 року башкирський розділ Вікіпедії містить 63 790 статей. Зареєстровано 43 802 користувачів, з них 80 здійснили якусь дію за останні 30 днів, 4 користувачі мають статус адміністратора. Загальне число правок становить 1 281 054.
Станом на квітень 2016 року посідає 89-те місце за кількістю статей серед усіх розділів. За кількістю статей, які повинні бути в кожному розділі Вікіпедії, на 6 грудня 2014 башкирський розділ посідав 76 місце.

### Історія розвитку
- 26 квітня 2006 — 100 статей
- 25 січня 2008 — 250 статей.
- 2 грудня 2009 — 500 статей.
- 7 грудня 2010 — 1 000 статей.
- 31 серпня 2011 — 2 000 статей.
- 1 вересня 2011 — 3 000 статей.
- 10 вересня 2011 — 5 000 статей.
- 20 січня 2012 — 15 000 статей.
- 31 жовтня 2012 — 20 000 статей.
- 20 грудня 2012 — 25 000 статей.
- 12 лютого 2013 — 30 000 статей.
- 20 грудня 2014 — 33 333 статей.
- 21 серпня 2015 — 35 000 статей.
- 5 жовтня 2017 — 40 000 статей.
- 31 жовтня 2018 — 45 000 статей.
- 31 жовтня 2019 — 50 000 статей.